# بعثة حشبون
بعثة حشبون (بالإنجليزية: Heshbon Expedition) تعرف باسم البعثة الأثرية التي استمرت لخمسة مواسم للبحث عن هشبون الكتابية في تل حسبان في الأردن.

## نظرة عامة
قام فريق من علماء الآثار من جامعة أندروز بإجراء الحفريات بين عامي 1968 و1976. قاد سيغفريد هورن من المعهد اللاهوتي في جامعة أندروز وروجر بوراس من كلية أوبسالا الحملات الثلاث الأولى (1968 و1971 و1973) وقاد لورانس جيراتي ، خلف هورن في أندروز ، وبوراس الحملتين الأخيرتين (1974 و 1976).

## الإشارات الكتابية إلى حشبون
هناك 38 إشارة إلى حشبون في العهد القديم، معظمها يتذكر بطرق مختلفة هزيمة أسباط بني إسرائيل لسيحون ملك الأموريين في حشبون ، وإعادة بناء المدينة لاحقًا من قبل سبط رأوبين.

## المكتشفات الأثرية

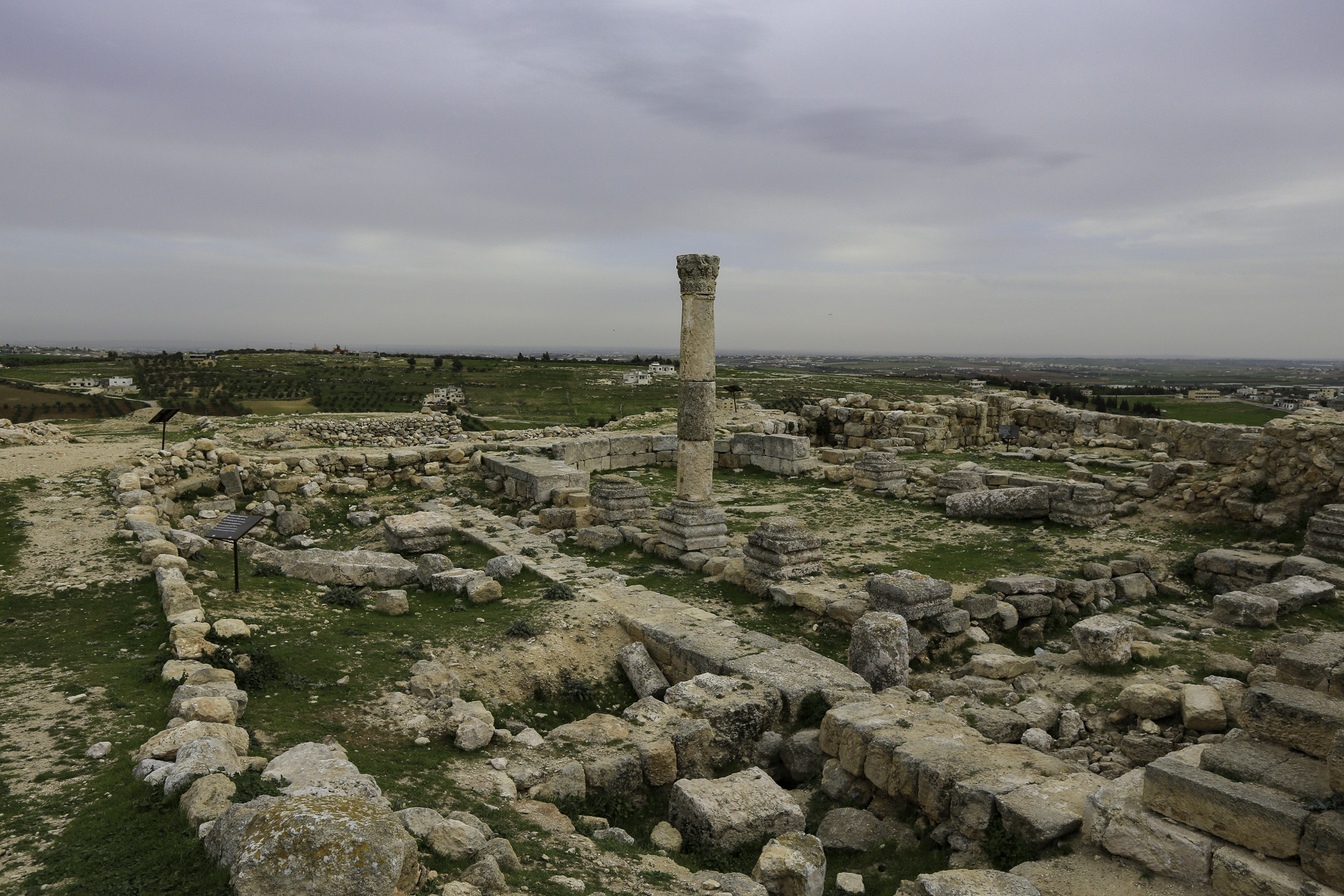
صورة لتل حسبان حيث وُجدت الدلائل لبعثة حشبون

فشلت بعثة حشبون في إيجاد دليل أثري واضح يثبت الحساب الكتابي أو وجود ملك سيحون في تل حسبان. هذا دفع بعض العلماء إلى البحث عن مواقع أخرى لحشبون الكتابية. ورحب آخرون به كدعم لتاريخ مراجع لأصول إسرائيل. بالنسبة لآخرين ، يفهم هذا القصة على أنها مثال على الذاكرة الثقافية. ومؤخرًا ، تم الزعم بأن الإسرائيليين كانوا رحلًا ولن يتركوا بقايا مادية كبيرة.

## المساهمات في علم الآثار في الأردن
كانت بعثة حشبون هي أول حفرية لتل أثري متعدد الألفية في الأردن. كانت البعثة ملحوظة لصرامتها العلمية وحفرها المتقن لجميع الفترات. قاد روجر بوراس ، رئيس علماء الآثار ، تقنيات حفر طبقية للكشف عن ما مجموعه تسعة عشر أفقًا طبقيًا يمتد على مدى ثلاثة آلاف سنة من الاحتلال البشري والبقايا الأثرية المتراكمة.
أدت البعثة إلى ثلاثة تطورات جد هامة لعلم الآثار في الأردن.

### الفخار الإسلامي
التطور الأول كان دراسة رائدة لفخار حسبان من قبل جيمس ساوير التي شملت ليس فقط الطبقات الكتابية والكلاسيكية، ولكن، بشكل مهم، أيضًا الطبقات الإسلامية الأكثر حداثة وغير المعروفة جيدًا.

### علم الآثار الجديد
التطور الثاني كان تقديم طرق وإجراءات علم الآثار الجديد من قبل عالم الإنسانية أوستين لابيانكا بدعم قوي من روجر بوراس ولورانس جيراتي.

### المصطلحات والإجراءات الموحدة
التطور الثالث كان تطوير مصطلحات وإجراءات موحدة لجمع وتسجيل العثور الأثرية في شكل دليل حفر من تأليف لاري هير وغيره من أعضاء الفريق.
تشمل المنجزات الأخرى التي لاحظتها البعثة نشرها الفوري للتقارير الأولية ونطاقها الطموح والواسع لسلسلة نشرها النهائية ؛ توفير ملاعب تدريب ومدارس ميدانية لعدد كبير من الطلاب والعلماء الأردنيين والدوليين. مشاريعها المتعددة، على وجه التحديد إطلاق مشروع سهول مادبا في تل العميري وتل جلول وفي النهاية مرة أخرى في تل حسبان ، ولكن تشمل العديد من الآخرين مثل مشروع كنيسة حسبان الشمالية ، تل جاوا ، تل بالوع، أبيلة من الديكابوليس، أم الجمال.